# Comin' Home Baby
Comin' Home Baby è un brano originariamente scritto come strumentale da Ben Tucker e registrato inizialmente dal Quintetto Dave Bailey nel 1961. È stato poi registrato da Herbie Mann, e i testi sono stati scritti da Bob Dorough. La versione vocale è diventata una hit da Top 40 negli Stati Uniti per il cantante jazz americano Mel Tormé nel 1962, e la canzone è poi stata reinterpretata numerose volte.

## Registrazioni strumentale originale
La melodia è stata registrata dal Quintetto Dave Bailey il 6 ottobre 1961 e pubblicata su 2 Feet in the Gutter. È stato composto da Ben Tucker, il bassista di Dave Bailey. I musicisti originali erano Frank Haynes (sassofono tenore), Bill Hardman (tromba), Billy Gardner (pianoforte), Ben Tucker (basso), e Dave Bailey (batteria).
Il brano è stato poi registrato sei settimane dopo dal vivo al Village Gate da Herbie Mann, con Tucker nuovamente al basso. La registrazione di Mann, prodotta da Nesuhi Ertegun e distribuita dall'Atlantic Records nel 1962, è diventata popolare e ha richiamato una più ampia attenzione per la melodia.

## Mel Tormé
Tucker ha persuaso il suo amico, il paroliere Bob Dorough (in seguito del celebre Schoolhouse Rock!), di scrivere un testo per la musica, e il produttore Nesuhi Ertegun ha convinto il cantante Mel Tormé, che aveva recentemente aderito all'etichetta Atlantic, a registrarlo. Tormé era inizialmente riluttante a registrare la canzone, e più tardi scrisse che: "Era una melodia blues in tonalità minore con testi banali ripetitivi e la soluzione era farla cantare dalle Cookies, un trio di ragazze che una volta aveva lavorato per Ray Charles". La registrazione è avvenuta a New York il 13 settembre 1962.
Nonostante le riserve di Tormé, la sua versione della canzone, con l'arrangiamento di Claus Ogerman, è salito al nº 36 della classifica americana nel novembre del 1962, diventando il suo più grande successo dai primi anni cinquanta; ha raggiunto il nº 13 della classifica britannica. È stata anche la title track del suo album Comin' Home Baby! (con il punto esclamativo). La registrazione di Tormé è stata nominata come Miglior Performance Vocale Maschile e Miglior Performance Rhythm and Blues ai Grammy Awards 1963.

## Registrazioni successive
La canzone è stata reinterpretata molte volte, comprese le versioni di Quincy Jones, Danny Gatton, Hank Jones, David Sanborn, The Kingsmen e Sérgio Mendes, e musicalmente citata dallo Spencer Davis Group sul singolo del 1967 I'm a Man.

## Michael Bublé
Comin' Home Baby è stato registrato dal cantante canadese Michael Bublé, e pubblicato come quinto e ultimo singolo dal suo terzo album in studio Call Me Irresponsible. Il singolo è uscito il 25 aprile 2008 esclusivamente in Germania. Ospiti vocali sono il gruppo vincitore del Grammy Award armonia vocale Boyz II Men. Nessun video è stato girato per il brano, e c'è stata poca promozione, cosicché la pubblicazione non compare in alcuna delle più importanti classifiche del mondo, con l'eccezione della Germania, dove la canzone ha raggiunto il nº 17. Il pacchetto di download digitale, che è stato reso disponibile per primo per il download su 7digital.com, presenta un nuovo remix del brano di Frank Popp. È anche stata resa disponibile in Germania una versione fisica del singolo.

### Tracce
- CD singolo (Germania)[11]

1. Comin' Home Baby (Frank Popp Remix) - 3:09
2. Comin' Home Baby (Album Version) - 3:27

### Classifiche
| Classifica (2008) | Posizione massima |
| ----------------- | ----------------- |
| Germania          | 17                |